# بنك البشتاني
بنك البشتاني هو الشركة التي تسيطر عليها حكومة أفغانستان التي تسيطر على بنك دا أفغانستان (البنك المركزي لإمارة أفغانستان) وشركة التأمين الوطنية الأفغانية وشركة الخطوط الجوية الأفغانية أريانا . تأسس في عام 1954 لإدارة بنك دا أفغانستان.